# CP Valour
Die CP Valour war ein 1979 in Dienst gestelltes Containerschiff. Nach einer Havarie ist das Schiff 2006 vor den Azoren gesunken.

## Geschichte
Das Schiff wurde auf der japanischen Werft Namura Shipbuilding Company in Imari gebaut, lief dort am 28. Dezember 1978 vom Stapel und wurde im März 1979 als Seatrain Oriskany abgeliefert. Nach mehreren Eignerwechseln und Umbenennungen war das Schiff seit dem 25. August 2005 für die Reederei CP Ships als CP Valour im Transatlantikverkehr eingesetzt.

### Havarie
Auf der Fahrt von Montreal nach Valencia war am Morgen des 9. Dezember 2005 ein Zylinder des Schiffsdieselmotors ausgefallen. Nach Rücksprache mit der Reederei hatte sich der Kapitän danach entschieden, mit reduzierter Fahrt nach Faial zu fahren, um die notwendige Reparatur in einer windgeschützten Bucht durchführen zu können. Als Ankerort wurde die Bucht von Praia do Norte (portugiesisch Baía da Praia do Norte) angesteuert. In der vorhandenen Seekarte war dort ein Ankerplatz eingetragen, mit einem Maßstab von 1:175.000 war sie jedoch nicht für die Navigation in Küstennähe geeignet. Aufgrund von unzureichenden Vorbereitungen und Absprachen für das Ankermanöver lief die CP Valour um 17:09 Uhr mit sechs Knoten Fahrt (ca. 11 km/h) auf Grund.
Die Versuche, mit eigener Maschinenkraft wieder frei zu kommen, schlugen fehl. Der Schiffsrumpf war zu diesem Zeitpunkt noch intakt, ein Wassereinbruch oder eine Ölverschmutzung waren nicht festzustellen. Von Horta kommend traf gegen 21 Uhr der Hafenschlepper Ilha de São Luis ein, aber auch mit vereinten Kräften gelang es nicht, das Schiff wieder frei zu bekommen. Als die Schlepptrosse riss, kehrte der Schlepper über Nacht nach Horta zurück. Ein weiterer Schleppversuch am nächsten Morgen blieb ebenso ohne Erfolg. Am Vormittag begann der Wind zu drehen und die CP Valour wurde vom Strom 145 m dichter an die Küste gedrückt. In dieser Situation begann der Schiffsrumpf beim Schmutzöltank zu brechen. Am Nachmittag gab auch der Doppelboden in voller Länge nach und der austretende Schiffstreibstoff verursachte eine schwere Ölverschmutzung in der Bucht.
Gegen 16 Uhr erreichte der Bergungsschlepper Fotiy Krylov die Unglücksstelle. Während seiner Überfahrt von Ponta Delgada hatten die Beteiligten dem Lloyd’s Open Form zugestimmt. Die Ilha de São Luis wurde mit ihrem geringeren Tiefgang eingesetzt, um die Schleppverbindung zur Fotiy Krylov herzustellen. Dabei geriet eine Leine in einen Propeller des Bergungsschleppers. Die Taucher der Fotiy Krylov konnten die Situation vor Ort nicht klären und so musste auch dieser Schleppversuch abgebrochen werden. Beide Schlepper verließen die Bucht. Das Wetter wurde zunehmend schlechter und ein starker Nordwestwind mit entsprechender Brandung bewirkte weitere Schäden am Schiff und an der Decksladung.  
Am 12. Dezember waren die Schlepper wieder vor Ort und versuchten ein letztes Mal, den Havaristen frei zu bekommen. Das anhaltend schlechte Wetter und eine Sandbank, die sich vor der CP Valour gebildet hatte, führten zum Abbruch der Bergungsversuche. Das Gefahrgut und einige Leercontainer wurden anschließend mit Hubschraubern von Bord gebracht.  Am 25. Dezember 2005 wurde das Schiff zum Schiffsverlust erklärt und abandonniert.

### Bergung
Das niederländische Bergungsunternehmen Svitzer Wijsmuller erhielt im April 2006 den Auftrag, die Reste des Schiffes aus der Bucht zu entfernen. Für die Arbeiten kamen die Schlepper Battleaxe, Ayton Cross und Remo zum Einsatz, eine Kranbarge wurde auf der Landseite der CP Valour verankert und die Jack-up-Kranbarge MEB-JB1 auf der Seeseite errichtet. Das Bergungsteam konnte das Wrack jederzeit und wetterunabhängig über eine Seilbrücke erreichen.  
| \| Wrackposition \| |
| Wrackposition       |

Parallel wurden die restlichen Container entladen und der Decksaufbau entfernt. Für den Abtransport wurden Bargen genutzt. Um die CP Valour so leicht wie möglich zu machen, sind auch die Maschinenräume entkernt worden. Mit Lenzpumpen und Druckluft wurde eindringendes Wasser immer wieder bekämpft. Abschließend wurde das Wrack mit einem verankerten Zugsystem in eine seewärtige Position gezogen.
Der Ankerziehschlepper Maersk Achiever mit einem Pfahlzug von 271 tbp konnte den Rumpf der CP Valour am 20. September 2006 wieder in tiefes Wasser ziehen. Vor der Küste wurde das Wrack auf seine Schwimmfähigkeit untersucht, die Schäden waren jedoch so gravierend, dass es später, etwa 18 Seemeilen (ca. 33 Kilometer) nordwestlich von Faial, sank.